# サール5型コルベット
| サール5型コルベット | サール5型コルベット                            | サール5型コルベット      |
| ------------------- | ---------------------------------------------- | ------------------------ |
|                     |                                                |                          |
| 艦級概観            |                                                |                          |
| 艦種                | コルベット                                     | コルベット               |
| 前級                | サール4.5型 (ミサイル艇)                       | サール4.5型 (ミサイル艇) |
| 次級                | サール6型                                      | サール6型                |
| 要目                |                                                |                          |
| 排水量              | 基準: 1,075トン                                | 基準: 1,075トン          |
| 排水量              | 満載: 1,275トン                                |                          |
| 全長                | 85.64 m                                        | 85.64 m                  |
| 全幅                | 11.88 m                                        | 11.88 m                  |
| 吃水                | 3.17 m                                         | 3.17 m                   |
| 機関                | CODOG方式                                      | CODOG方式                |
| 機関                | MTU 12V1163 TB82ディーゼルエンジン (3,000 bhp) | 2基                      |
| 機関                | LM2500ガスタービンエンジン (30,000 shp)        | 1基                      |
| 機関                | 可変ピッチ・プロペラ                           | 2軸                      |
| 速力                | 33ノット以上                                   | 33ノット以上             |
| 航続距離            | 3,500海里 (17kt巡航時)                         | 3,500海里 (17kt巡航時)   |
| 乗員                | 62名 (航空要員含む)                            | 62名 (航空要員含む)      |
| 兵装                | ファランクス 20mmCIWS                          | 1基                      |
| 兵装                | バラク-I短SAM VLS (8セル) ※バラク-8に後日換装  | 4基                      |
| 兵装                | ハープーンSSM 4連装発射筒                      | 2基                      |
| 兵装                | Mk.32 3連装短魚雷発射管                        | 2基                      |
| 艦載機              | AS.565SA哨戒ヘリコプター                       | 1機                      |
| C4I                 | AIO-III戦術情報処理装置                        | AIO-III戦術情報処理装置  |
| レーダー            | EL/M-2218S 3次元式 ※EL/M-2248に後日換装        | 1基                      |
| レーダー            | AN/TPS-44 対空捜索用 ※後日撤去                 | 1基                      |
| レーダー            | AN/SPS-55 対水上捜索用                         | 1基                      |
| レーダー            | EL/M-2221 射撃指揮用                           | 1基                      |
| ソナー              | EDO 796 艦底装備式                             | 1基                      |
| 電子戦・ 対抗手段   | NS-9003A電波探知装置                           | NS-9003A電波探知装置     |
| 電子戦・ 対抗手段   | RAN-1010電波妨害装置                           |                          |
| 電子戦・ 対抗手段   | NATACS-MMI 通信情報装置                        |                          |
| 電子戦・ 対抗手段   | DESEAVER 72連装デコイ発射機                    | 3基                      |
| 電子戦・ 対抗手段   | DESEAVER 24連装発煙弾発射機                    | 2基                      |
| 電子戦・ 対抗手段   | AN/SLQ-25対魚雷デコイ                          | 1組                      |

エイラート級コルベット（英語: Eilat-class corvette）は、イスラエル海軍のコルベットの艦級。形式名はサール5型（ヘブライ語: סער 5, 英: Saar 5 class）。なお建造単価は2億6000万ドルとされている。

## 来歴
イスラエル海軍では、保有する駆逐艦・護衛駆逐艦、特にその艦砲火力の貧弱さを背景として、1960年代初頭よりミサイル艇の計画を推進していた。まず西ドイツ海軍のヤグアル級魚雷艇を発展させたサール級（サールII/III型）が、続いて紅海での作戦に対応して大型化したレシェフ級（サールIV型）が配備された。1973年の時点で在来型の駆逐艦・フリゲートは全廃されており、第四次中東戦争ではこのミサイル艇隊が主要な水上戦力となったが、数的な劣勢にもかかわらずラタキア沖海戦・ダミエッタ沖海戦で完勝を収め、戦争の帰趨に大きな影響を与えた。
その後もミサイル艇隊の増強が進められ、1980年にはヘリコプター搭載艇の運用を開始、1982年には水中翼ミサイル艇も導入された。またこれと並行して、1980年からは次世代艦艇の検討も開始された。この艦艇は、新しいテクノロジーに対応できるように1,200トン級まで大型化し、対艦ミサイル防御（ASMD）用の艦対空ミサイルや対潜戦能力を備え、ヘリコプターを搭載するものとされた。これらは在来型の3倍近い排水量を有し、従来の「小型多数」の思想を外れることから議論の的となった。この大型化は将来のテクノロジーに対応する余地を確保するためとされているが、ジブラルタル海峡までの地中海上のシーレーンを確保するとともに紅海出口の海上封鎖への対抗策としての狙いもあるとみられている。
1988年春には建造が決定され、発注は1989年2月8日に行われ、建造は1992年2月24日から開始された。

## 設計
設計は、ジョン・J・マクマレン・アソシエイツ社、イスラエル造船所およびインガルス造船所によって行われた。

### 船体
本級の最大の特徴がステルス性の重視で、ステルス艦の嚆矢とも評される。レーダー反射断面積の削減のため、船体はV字型に、上部構造物は逆V字型にテーパーしているほか、艦橋構造物もシンプルな平板を特定の角度で貼りあわせた構造となっている。表面には電波吸収体（RAM）が塗布されている。また赤外線輻射を低減するため排気には冷却措置が講じられているほか、水中放射雑音低減のため、マスカー・プレーリーも装備されている。
船体は鋼製、上部構造物はアルミニウム合金製とされた。抗堪性確保のため、船体は11個の水密区画に区分されている。なおイスラエル艦艇の通弊として上部重量への無頓着さがあり、本級でもトップヘビーをもたらしており、下記の通りに当初計画から兵装の削減を余儀なくされている。

### 機関
主機関は、巡航機としてV型12気筒のMTU 12V1163 TB82ディーゼルエンジン2基、高速機としてLM2500ガスタービンエンジン1基を搭載し、CODOG方式で2軸のKaMeWa社製可変ピッチ・プロペラを駆動する方式とされた。水中放射雑音低減のため、主機は防振支持とされている。
なお電源としては、シーメンス-MTU社製のディーゼルエンジンを原動機とする出力470キロワットの主発電機を4基搭載している。

## 装備

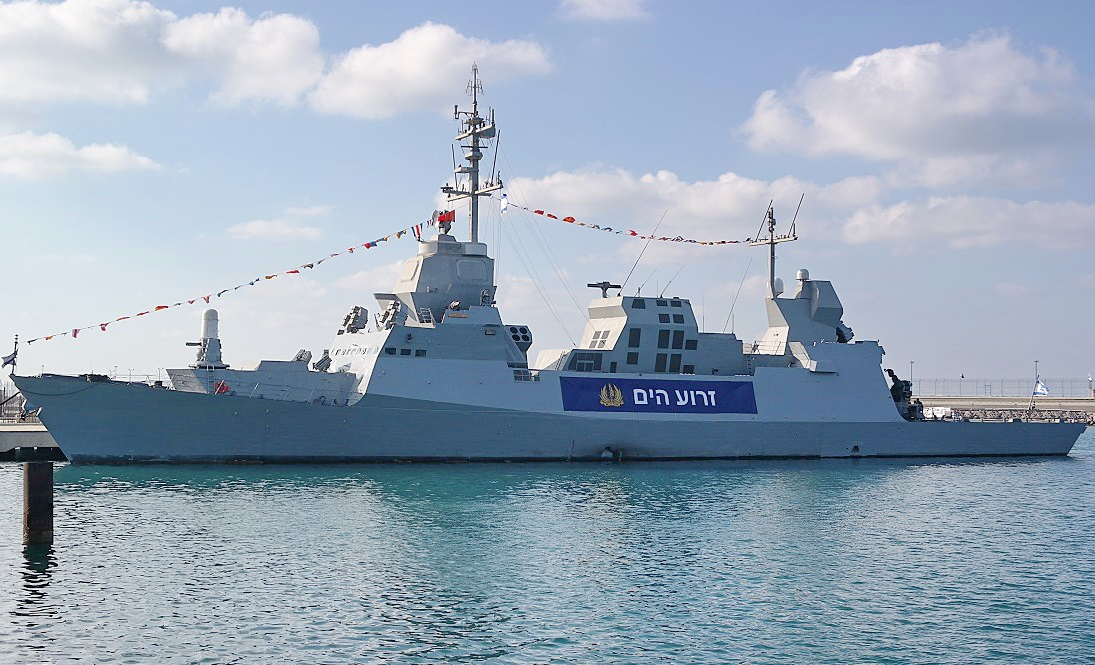
MF-STAR搭載改修後の艦影

本級は、満載1,200トン級のコンパクトな艦体に充実した装備を行っており、「ポケット巡洋艦」とも称された。しかし重武装化は重心の上昇をまねいており、主砲として76mm砲を搭載するよう計画していたものを20mmCIWSとし、また当初は艦対艦ミサイルとしてハープーンとガブリエルを併載する計画であったものを前者のみとするなど、一部兵装の削減が行われた。またバラク-I個艦防空ミサイル用のVLSも、当初は煙突後方のスペースに更に32セルを搭載する予定であったが、これは実現せず、かわりに衛星通信装置の設置スペースとして用いられている。
センサも充実しており、後檣上には対空捜索用の2次元レーダーであるAN/TPS-44を、また前檣上には低空警戒用の3次元レーダーであるEL/M-2218Sと対水上捜索用のAN/SPS-55が設置された。ソナーとしては、7キロヘルツ級のEDO 796（AN/SQS-36の同系機）をハル・ドームに収容して搭載しているほか、曳航ソナーの後日装備も考慮されている。沿海域で活動することもあって電子戦装備も極めて充実しており、前檣周囲にはNS-9003A電波探知装置の、艦橋構造物両舷にはRAN-1010電波妨害装置のアレイアンテナが設置されている。前檣頂部にNATACS-MMI 通信情報・方向探知装置のアンテナが配されている。また艦橋構造物両舷とハンガー上には、大型で旋回・俯仰式のDESEAVER 72連装デコイ発射機が設置されている。
その後、2014年より、レーダーと艦対空ミサイルの換装が開始された。この改修によって、EL/M-2218SとAN/TPS-44は基台ごと撤去され、かわってEL/M-2248 MF-STAR多機能レーダーが搭載された。艦橋上には3面（0度・90度・270度）、後部上構上には1面（180度）のアクティヴ・フェーズド・アレイ（AESA）アンテナが設置された。また艦対空ミサイルも、より長射程のバラク-8に換装された。
2019年には、少なくとも1隻のレーダーがEL/M-2258 ALPHAに換装された。
なお本級は嚮導艦としての行動が考慮されており、旗艦設備を有する。

## 同型艦

### 一覧表
| #   | 艦名                 | 造船所           | 進水      | 就役      |
| --- | -------------------- | ---------------- | --------- | --------- |
| 501 | エイラート אח"י אילת | インガルス造船所 | 1993年2月 | 1994年5月 |
| 502 | ラハヴ אח"י להב      | インガルス造船所 | 1993年8月 | 1994年9月 |
| 503 | ハニト אח"י חנית     | インガルス造船所 | 1994年3月 | 1995年2月 |

### 運用史
当初は8隻の建造が計画されていたが、後に4隻に削減され、更にオプション扱いだった4番艦は正式発注に至らなかったため、最終的な建造数は3隻に留まった。
また後には、サール4.5型の更新のため、本級をもとに3,000トン級まで大型化した発展型5隻の建造が計画され、2001年よりインガルス造船所の後身であるノースロップ・グラマン社との間で交渉が開始されたが、こちらは予算上の問題で2007年に断念された。
2006年7月14日、「ハニト」はレバノン沖で行動中、ヒズボラが発射したイラン製C-802地対艦ミサイルを被弾した。この攻撃で4名の水兵が戦死したが、艦は30日以内に艦隊に復帰した。